# Olympische Winterspiele 1968/Teilnehmer (Großbritannien)
| Gelbes Symbol für Goldmedaillen mit stilisierten Olympischen Ringen | Graues Symbol für Silbermedaillen mit stilisierten Olympischen Ringen | Braundes Symbol für Bronzemedaillen mit stilisierten Olympischen Ringen |
| ------------------------------------------------------------------- | --------------------------------------------------------------------- | ----------------------------------------------------------------------- |
| —                                                                   | —                                                                     | —                                                                       |

Das Vereinigte Königreich nahm an den X. Olympischen Winterspielen 1968 im französischen Grenoble als Großbritannien mit einer Delegation von 38 Athleten in sieben Disziplinen teil, davon 28 Männer und 10 Frauen. Ein Medaillengewinn gelang keinem der Athleten.
Fahnenträger bei der Eröffnungsfeier war der Bobfahrer Robin Dixon.

## Teilnehmer nach Sportarten

### Biathlon
- Frederick Andrew
20 km Einzel: 36. Platz (1:29:21,3 h)
4 × 7,5 km Staffel: 12. Platz (2:34:40,9 h)

- Roger Bean
20 km Einzel: 16. Platz (1:24:07,5 h)

- Marcus Halliday
20 km Einzel: 59. Platz (1:42:40,5 h)
4 × 7,5 km Staffel: 12. Platz (2:34:40,9 h)

- Alan Notley
20 km Einzel: 44. Platz (1:32:23,1 h)
4 × 7,5 km Staffel: 12. Platz (2:34:40,9 h)

- Peter Tancock
4 × 7,5 km Staffel: 12. Platz (2:34:40,9 h)

### Bob
Männer, Zweier
- Anthony Nash, Robin Dixon (GBR-1)
5. Platz (4:45,16 min)

- John Blockey, Mike Freeman (GBR-2)
15. Platz (4:51,27 min)

Männer, Vierer
- Anthony Nash, Guy Renwick, Robin Widdows, Robin Dixon (GBR-1)
8. Platz (2:18,84 min)

- John Blockey, John Brown, Timothy Thorn, Mike Freeman (GBR-2)
14. Platz (2:20,19 min)

### Eiskunstlauf
Männer
- Haig Oundjian
17. Platz (1639,5)

- Michael Williams
15. Platz (1650,9)

Frauen
- Patricia Dodd
15. Platz (1634,6)

- Sally-Anne Stapleford
11. Platz (1680,9)

- Frances Waghorn
24. Platz (1557,2)

Paare
- Linda Bernard & Raymond Wilson
18. Platz (251,2)

### Eisschnelllauf
Männer
- John Blewitt
5000 m: 27. Platz (7:59,8 min)

- David Bodington
500 m: Rennen nicht beendet
1500 m: 53. Platz (2:19,1 min)

- Geoff Stockdale
500 m: 26. Platz (42,1 s)
1500 m: 43. Platz (2:15,6 min)

- John Tipper
500 m: 19. Platz (41,5 s)
1500 m: 28. Platz (2:12,4 min)

Frauen
- Patricia Tipper
1000 m: 29. Platz (1:46,5 min)
3000 m: 26. Platz (5:49,0 min)

### Rennrodeln
Männer, Einsitzer
- Richard Liversedge
39. Platz (3:07,04 min)

- James Manclark
40. Platz (3:07,94 min)

### Ski Alpin
Männer
- David Borradaile
Abfahrt: 56. Platz (2:17,31 min)

- Luke O’Reilly
Abfahrt: 50. Platz (2:10,99 min)
Riesenslalom: 54. Platz (3:54,02 min)
Slalom: im Vorlauf ausgeschieden

- Jeremy Palmer-Tomkinson
Abfahrt: 25. Platz (2:05,43 min)
Riesenslalom: 35. Platz (3:44,20 min)
Slalom: 30. Platz (2:01,12 min)

- Ian Todd
Abfahrt: 44. Platz (2:10,00 min)
Riesenslalom: 60. Platz (3:57,47 min)
Slalom: im Vorlauf ausgeschieden

- Julian Vasey
Riesenslalom: 62. Platz (3:59,73 min)
Slalom: im Vorlauf ausgeschieden

Frauen
- Felicity Field
Abfahrt: 6. Platz (1:42,79 min)
Riesenslalom: 24. Platz (2:00,55 min)
Slalom: 14. Platz (1:33,38 min)

- Divina Galica
Abfahrt: 32. Platz (1:49,39 min)
Riesenslalom: 8. Platz (1:56,58 min)
Slalom: Rennen nicht beendet

- Gina Hathorn
Abfahrt: 15. Platz (1:44,36 min)
Riesenslalom: 26. Platz (2:00,80 min)
Slalom: 4. Platz (1:27,92 min)

- Helen Jamieson
Abfahrt: 26. Platz (1:48,03 min)
Riesenslalom: 30. Platz (2:02,99 min)

- Diana Tomkinson
Slalom: 23. Platz (1:40,93 min)

### Skilanglauf
Männer
- Victor Dakin
15 km: 58. Platz (56:49,9 min)

- Peter Tancock
15 km: 59. Platz (57:31,1 min)